# Klankblad

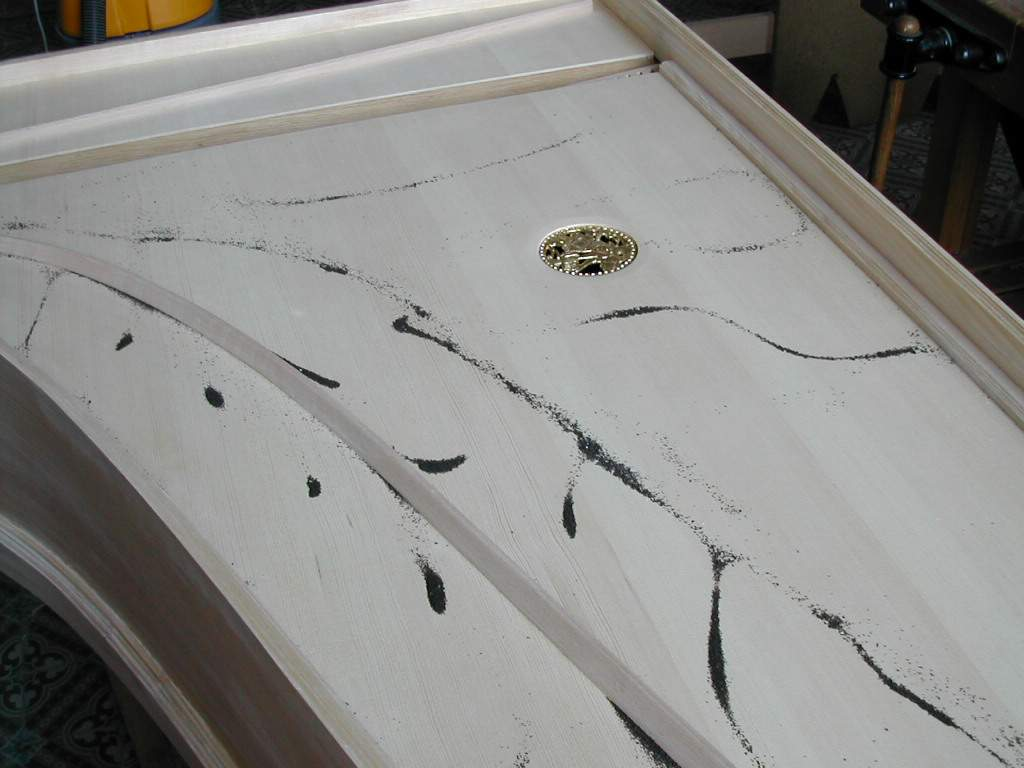
Het klankbord van een klavecimbel

Een klankblad, of klankbord, ook wel klankbodem of zangbodem genoemd, zorgt voor versterking van de trillingen in een instrument. Bij veel snaarinstrumenten (vb. klavecimbel, viool, gitaar, harp, piano) worden de trillingen van de snaar doorgegeven via een kam aan het klankbord, dat doorgaans is gemaakt van hout. 
In een relatief gesloten systeem als een viool vormen bovenblad en onderblad klankborden, die onderdeel vormen van de klankkast.
In een piano of vleugel is het klankbord samengesteld uit een groot resonerend oppervlak, waardoor de lucht over een groot oppervlak in trilling kan komen.
De functie van een klankblad of -bord is dus om de trillingen van de snaar op te vangen, en vervolgens de luchtkolom boven het blad in trilling te brengen. De snaar zelf kan de lucht nauwelijks in trilling brengen, maar doordat de energie aan het klankblad wordt afgegeven wordt de trillingsenergie dus over een groot materiaaloppervlak uitgespreid, waardoor de lucht in trilling kan komen.
Materiaal, vorm en kromming en spanning van het klankblad hebben invloed op het timbre (de klankkleur). 
Meer in het algemeen kan elk relatief hard oppervlak in mindere of meerdere mate als klankbord fungeren, bijvoorbeeld wanneer men een stemvork tegen een tafelblad plaatst, wordt het tafelblad het klankbord.

## Trivia
- In figuurlijke zin is een klankbord een persoon of groep personen wiens of wier opinie of mening wordt gevraagd.